# Swan N'Gapeth
Swan N'Gapeth (Saint-Raphaël, 9 gennaio 1992) è un pallavolista francese, nel ruolo di schiacciatore.

## Biografia
È figlio di Éric N'Gapeth, ex giocatore e allenatore di pallavolo, e fratello di Earvin N'Gapeth, anch'egli pallavolista.

## Palmarès
- Campionato francese: 1

2009-10
- Coppa di Francia: 3

2009-10, 2010-11, 2019-20
- Supercoppa italiana: 1

2016